# Анашкин, Александр Михайлович
Алекса́ндр Миха́йлович Ана́шкин (1902—1985) — советский авиаконструктор и изобретатель. Лауреат Сталинской премии третьей степени (1948) совместно с А. Г. Ивченко и В. А. Лотаревым за создание поршневого мотора АИ-26В.

## Биография
Родился 19 июня 1902 года, в г. Владикавказ, Терской области.
Окончил Владикавказскую войсковую учительскую семинарию. Затем поступил в Горский политехнический институт, затем перевелся в Донской политехнический институт.
По окончании института стал работать на Запорожском авиазаводе № 478 заместителем главного конструктора. Руководил разработкой новых моторов для военных самолётов, за что и получил Сталинскую премию в 1948 году. В 1958 году, за изобретение бензопилы «Дружба» награждён золотой медалью на международной выставке в Брюсселе.
Об Александре Анашкине сохранились воспоминания его дочери Ирены Анашкиной

## Награды
- Сталинская премия третьей степени (1948) — за создание новых авиационных моторов для вертолётов.
- орден Трудового Красного Знамени
- орден Красной Звезды
- два ордена «Знак Почёта»
- Золотая медаль международной выставки в Брюсселе (1958)
- медали СССР
- две золотые, большая серебряная, малая серебряная и бронзовая медали ВДНХ.